# Municipio de Maryland Heights
El municipio de Maryland Heights (en inglés: Maryland Heights Township) es un municipio ubicado en el condado de San Luis en el estado estadounidense de Misuri. En el año 2010 tenía una población de 36370 habitantes y una densidad poblacional de 620,23 personas por km².

## Geografía
El municipio de Maryland Heights se encuentra ubicado en las coordenadas 38°42′7″N 90°29′11″O / 38.70194, -90.48639. Según la Oficina del Censo de los Estados Unidos, el municipio tiene una superficie total de 58.64 km², de la cual 55.37 km² corresponden a tierra firme y (5.58%) 3.27 km² es agua.

## Demografía
Según el censo de 2010, había 36370 personas residiendo en el municipio de Maryland Heights. La densidad de población era de 620,23 hab./km². De los 36370 habitantes, el municipio de Maryland Heights estaba compuesto por el 76.17% blancos, el 8.93% eran afroamericanos, el 0.21% eran amerindios, el 10.74% eran asiáticos, el 0.05% eran isleños del Pacífico, el 1.7% eran de otras razas y el 2.21% pertenecían a dos o más razas. Del total de la población el 3.82% eran hispanos o latinos de cualquier raza.